# 4642 Murchie
4642 Murchie је астероид главног астероидног појаса са пречником од приближно 22,1 .
Афел астероида је на удаљености од 3,661 астрономских јединица (АЈ) од Сунца, а перихел на 2,689 АЈ.
Ексцентрицитет орбите износи 0,153, инклинација (нагиб) орбите у односу на раван еклиптике 1,008 степени, а орбитални период износи 2066,932 дана (5,658 година).
Апсолутна магнитуда астероида је 12,1 а геометријски албедо 0,062.
Астероид је откривен 23. августа 1990. године.